# Georg Siegmund von Richter
Georg Siegmund von Richter (* 27. August 1645 bei Nürnberg; † 7. Oktober 1711 in Düsseldorf) war ein deutscher Jurist, Nassau-Saarbrückischer Hofmeister, kurpfälzischer Geheimrat und Gesandter zu den Reichstagen zu Regensburg.

## Leben
Nach dem Besuch des Melanchthon-Gymnasiums Nürnberg studierte Georg Siegmund von Richter in den Jahren von 1652 bis 1661 Philosophie, Geschichts- und Rechtswissenschaften an der Friedrich-Schiller-Universität Jena. An der Ruprecht-Karls-Universität Heidelberg, der Johann Wolfgang Goethe-Universität Frankfurt am Main und der Universität Straßburg setzte er seine Studien fort. Am 21. Oktober 1676 promovierte er in Jena zum Doktor beider Rechte.
Bevor er 1669 dem Ruf des Pfalzgrafen Leopold Ludwig folgte und die Erziehung des Sohnes Karl Georg übernahm, war er für den Fürsten von Schwarzenberg tätig.
Er wechselte an den Hof des Grafen Johann Ludwig von Nassau-Ottweiler und wurde Lehrer und Erzieher der Söhne Karl Siegfried und Ludwig. In den Jahren von 1672 bis 1675, als er Karl Siegfried auf seiner Kavalierstour nach Paris begleitete, baute er zahlreiche Verbindungen zum deutschen und französischen Adel auf. So konnte er durch seine Intervention die Freilassung des Saarbrücker Grafen Gustav Adolf erreichen, der 1673 von den Franzosen gefangen genommen und in Metz inhaftiert worden war.
Er konvertierte zum Katholizismus und kam zum Reichsgericht, wo er als Konsulent eingesetzt war. 
Er diente einige Jahre beim Grafen von Leiningen. 
Als Gesandter Nürnbergs nahm er in den Jahren von 1685 bis 1697 am Reichstag zu Regensburg teil. Nachdem er von 1700 bis 1704 als Konsulent in Nürnberg eingesetzt war, wurde er in der Kurpfalz zum Staatssekretär ernannt und war als Inquisitionskommissar tätig. 1706 folgte in Neuburg die Ernennung zum Direktor des Hofrats.

## Familie
1679 hatte er in Nürnberg Maria Helena Schellers geheiratet. Aus der Ehe sind zwei Söhne und drei Töchter, darunter Maria Helena († nach 1711), hervorgegangen.

## Ehrungen
- Wirklicher Geheimer Rat